# ミナミサカタザメ
ミナミサカタザメ (Glaucostegus granulatus) は、ノコギリエイ目に属するエイの一種。全長は最大280 cm。

## 概要
インド洋と南太平洋：オーストラリア、インド、インドネシア、クウェート、ミャンマー、パキスタン、パプアニューギニア、フィリピン、スリランカ、タイ、ベトナム、中国、オマーンに分布する。
外洋、珊瑚礁、河口などに生息し、浅瀬から沖合の大陸棚まで見られる。生息水深は119 m以浅。主に貝を捕食する肉食性の種。無胎盤性の胎生で、産仔数は6 - 10。